# کفشدوزک دوخال
کفشدوزک دوخال (نام علمی: Adalia bipunctata) نام یک گونه از تیره کفشدوزک است.

## نگارخانه

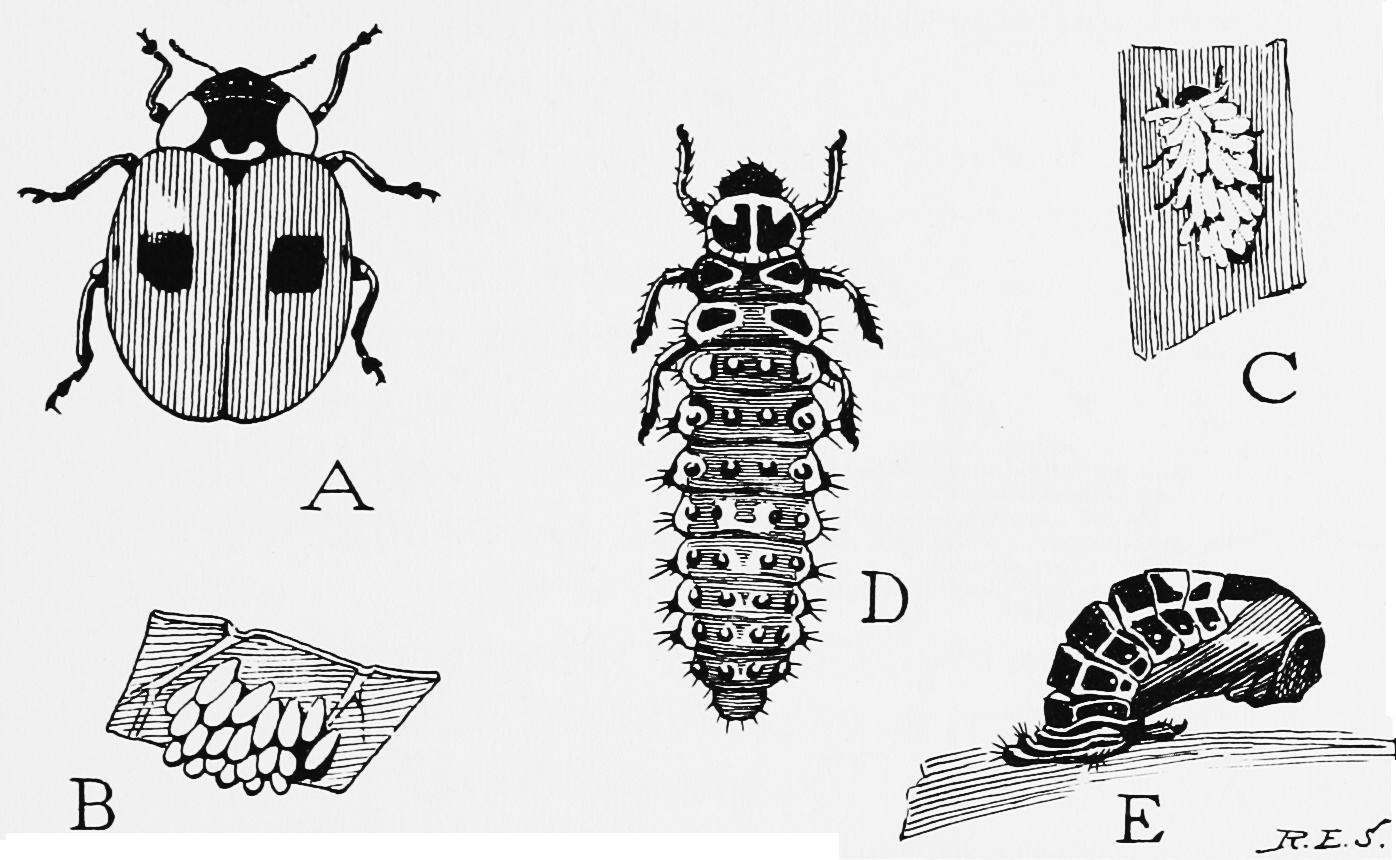
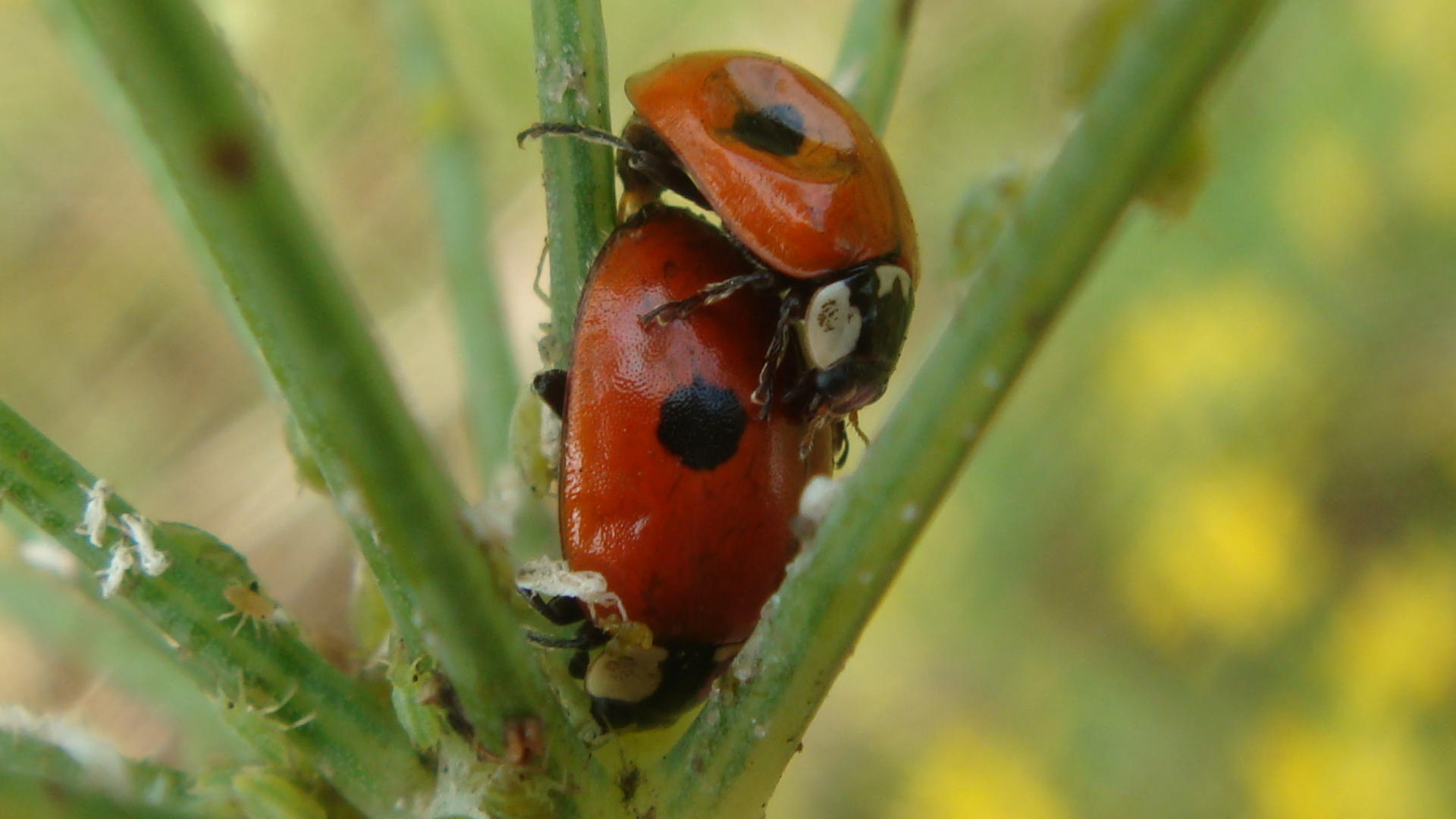
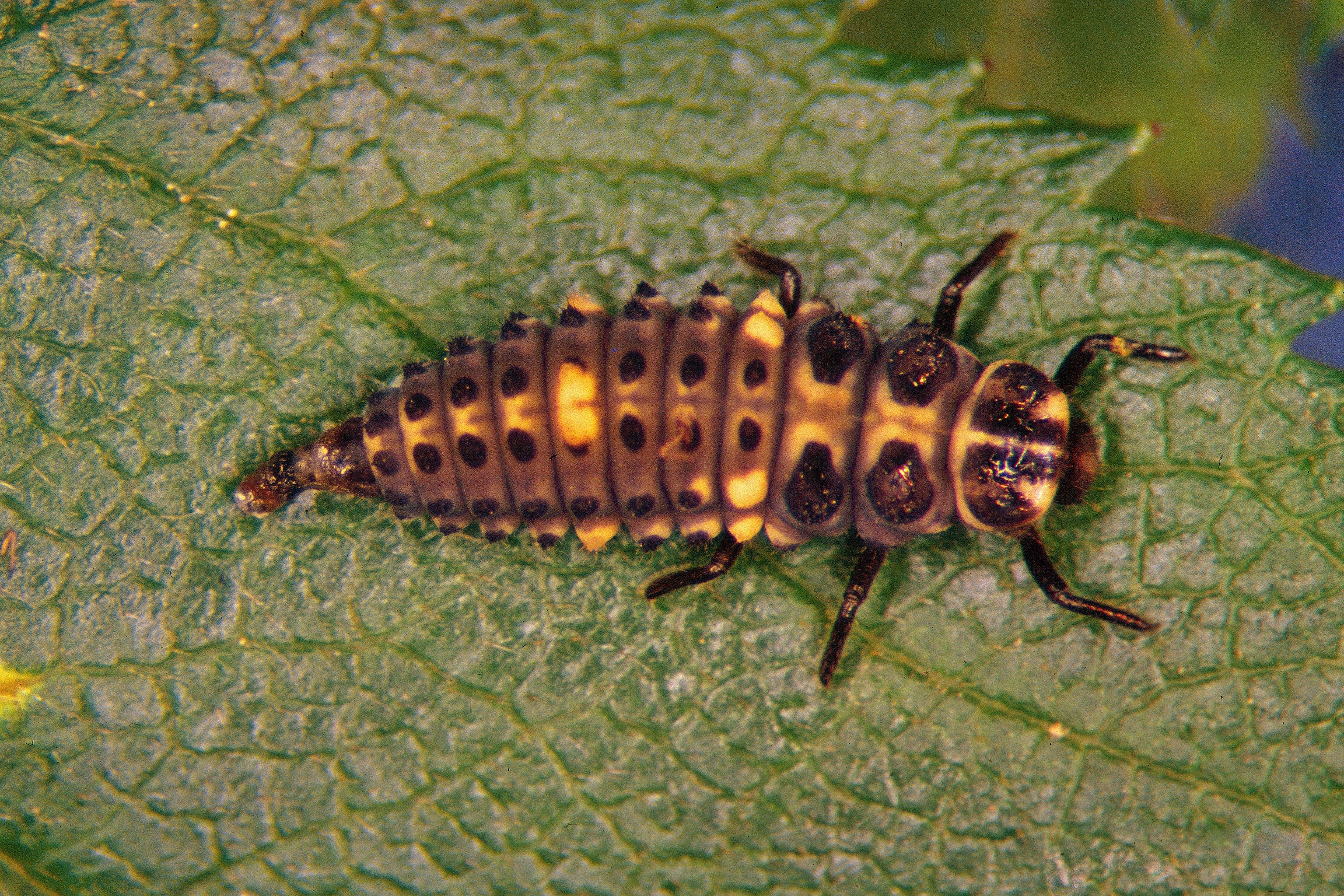
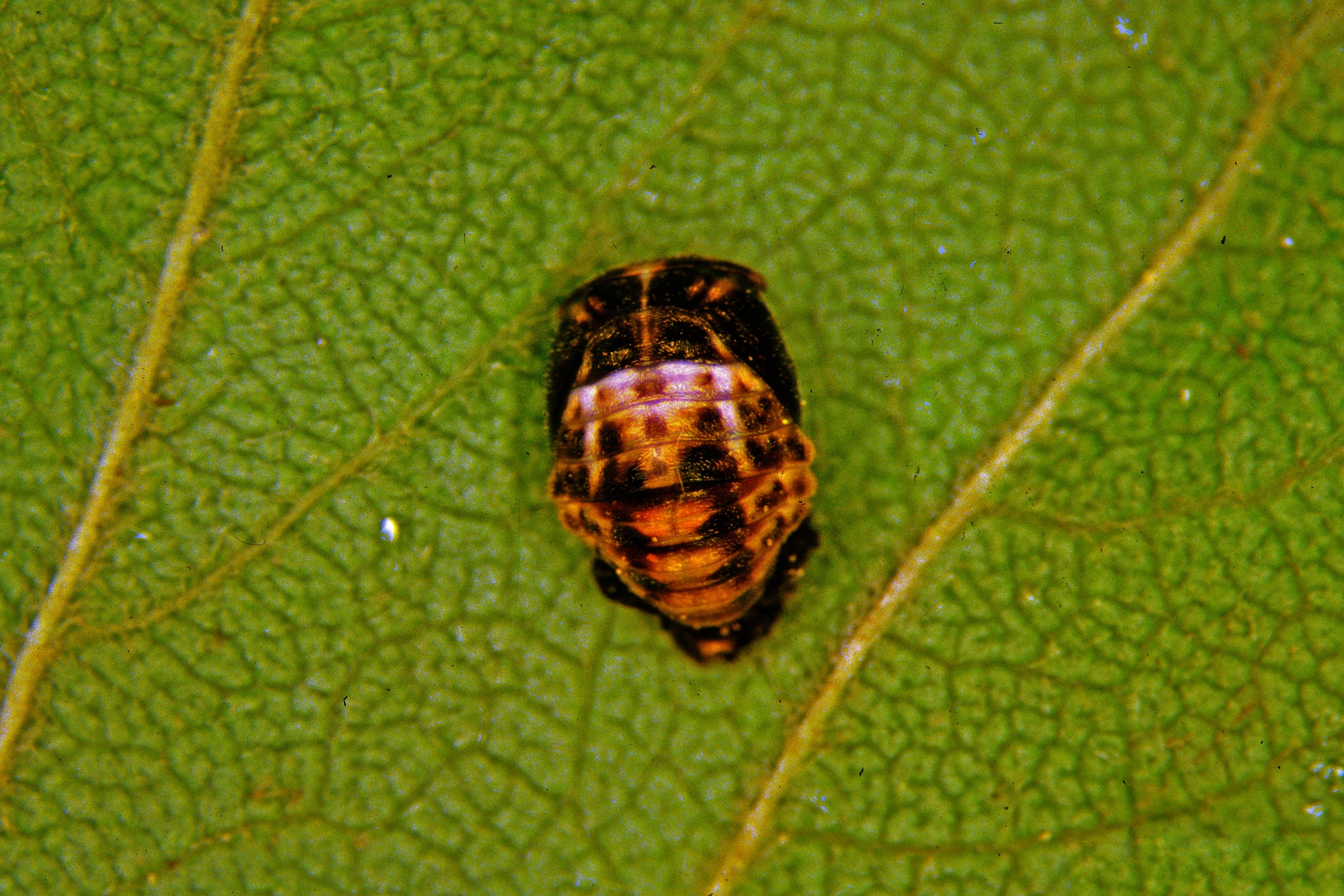
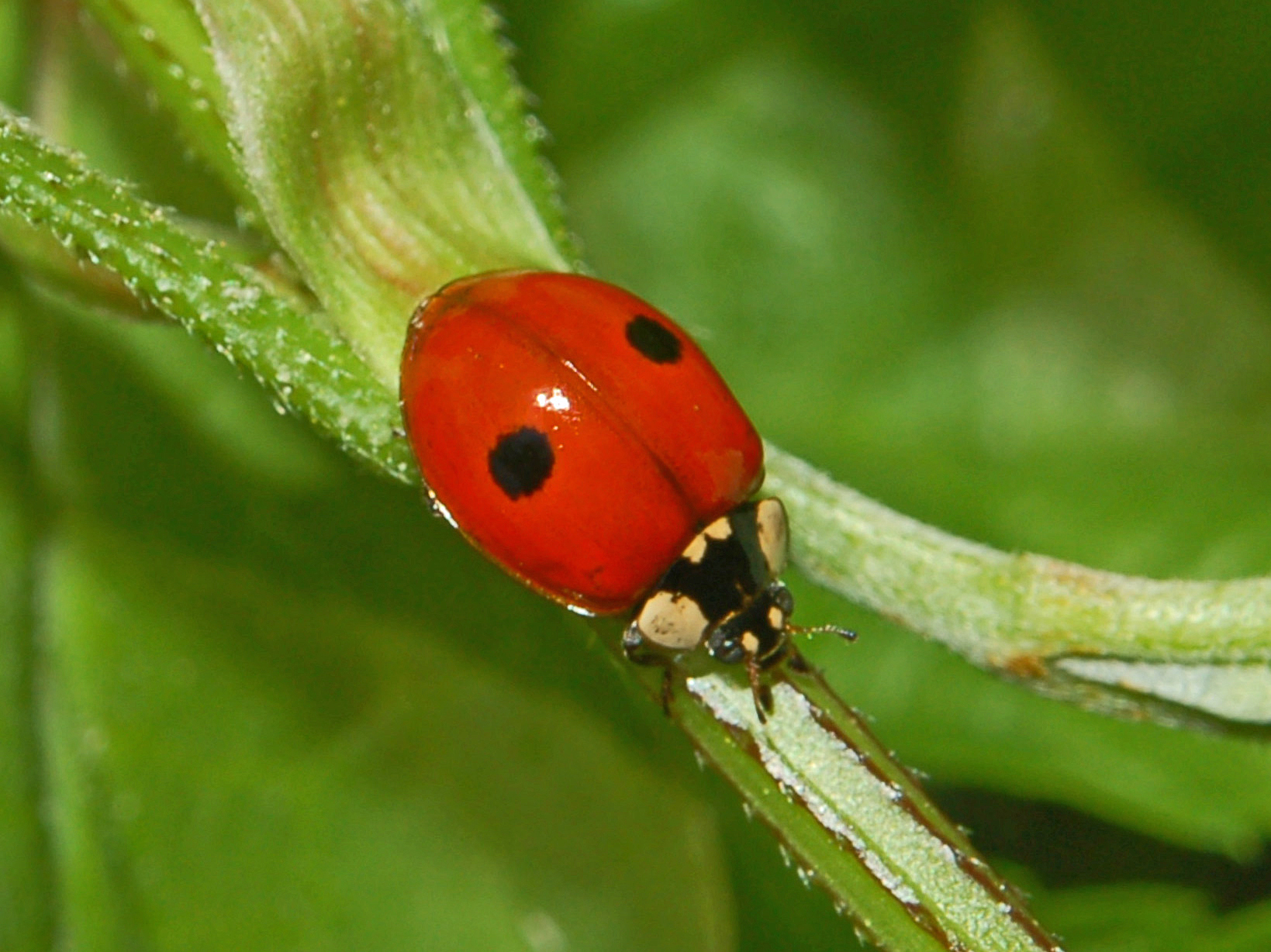
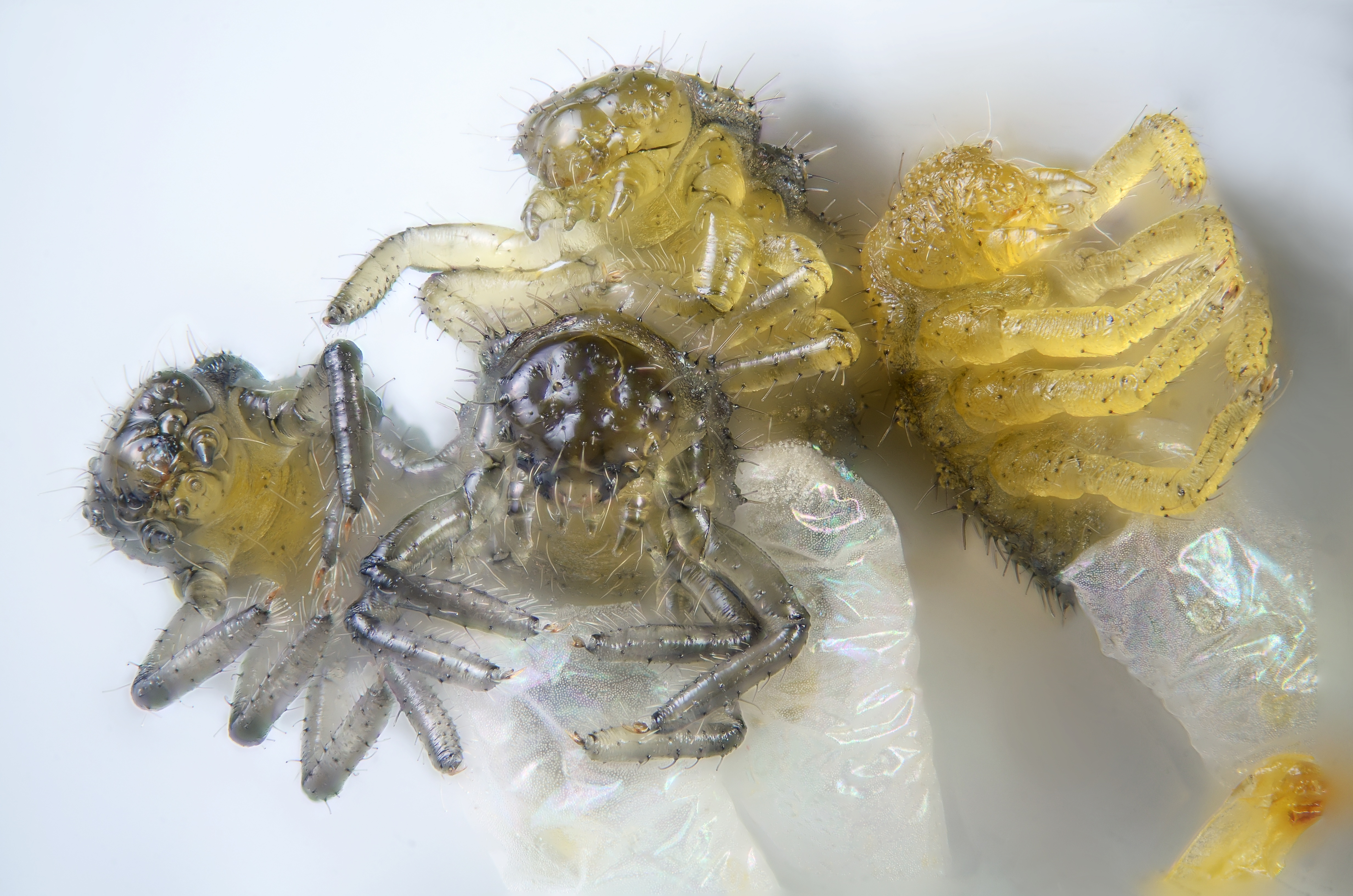